# Posljednji tango u Parizu
Posljednji tango u Parizu (eng. Last Tango in Paris) je talijansko-francuska egzistencijalna erotska drama iz 1972. o američkom udovcu koji se upušta u seksualnu vezu s mladom Parižankom, koja bi se uskoro trebala udati. U glavnim ulogama nastupili su Marlon Brando, Maria Schneider i Jean-Pierre Leaud.
Scenarij su napisali Bernardo Bertolucci, Franco Arcalli i Agnes Varda, a Robert Alley pretvorio ga je u roman. Film je režirao Bertolucci. Agnes Varda je zadnje scene temeljila na smrti  Jima Morrisona u Parizu.
Orkestralni jazz soundtrack skladao je Gato Barbieri.
Film je izazvao veliki skandal u Italiji zbog scene analnog seksa.
Marlon Brando je bio nominiran za Oscara za najboljeg glavnog glumca, a Bernardo Bertolucci za režiju.

## Vanjske poveznice
- Posljednji tango u Parizu u internetskoj bazi filmova IMDb-a